# Wolfgang Katzian

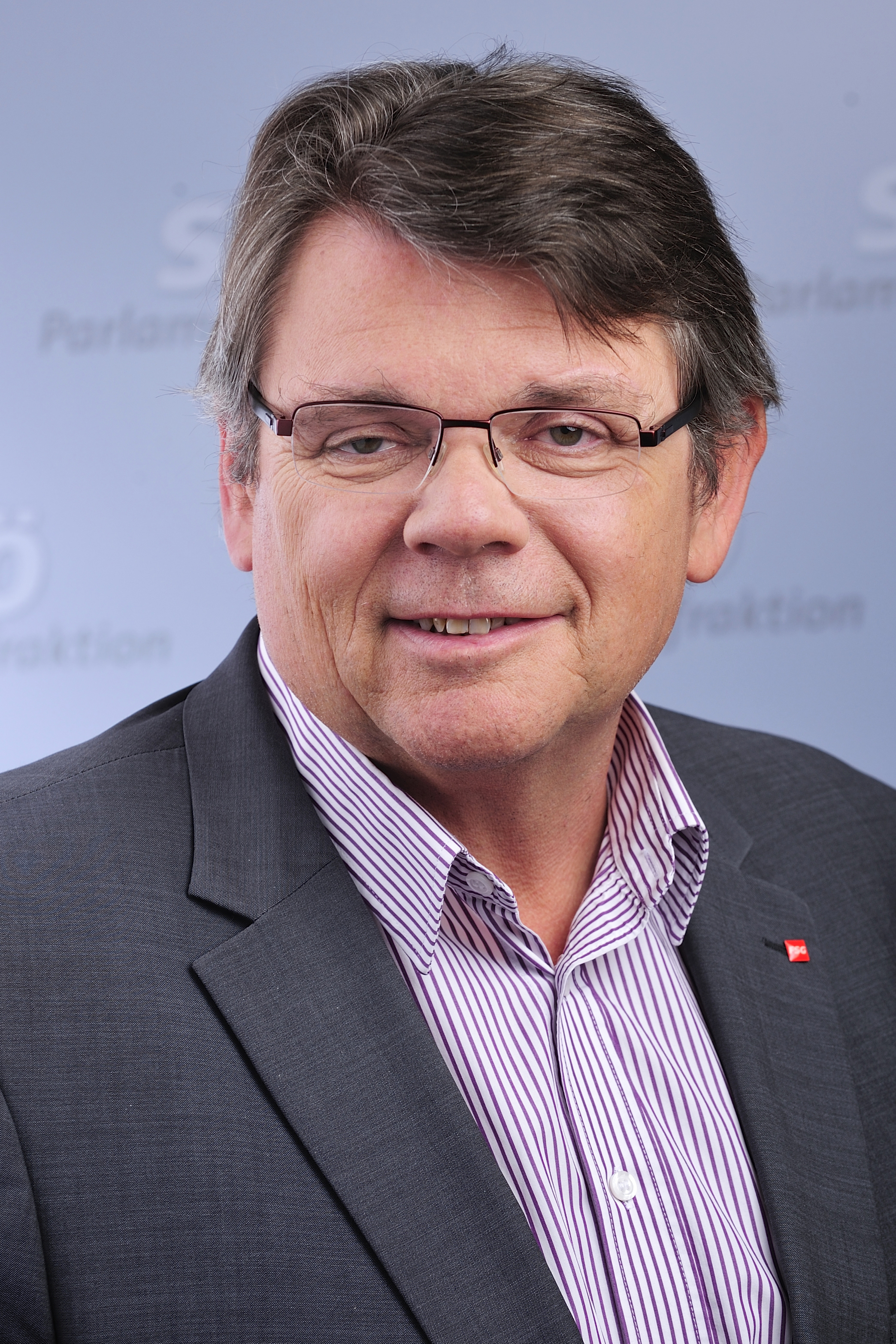
Wolfgang Katzian 2014

Wolfgang Katzian (* 28. Oktober 1956 in Stockerau, Niederösterreich) ist ein österreichischer Politiker (SPÖ), Gewerkschafter (FSG) und seit 14. Juni 2018 Präsident des Österreichischen Gewerkschaftsbundes (ÖGB). Im Mai 2023 wurde er Präsident des Europäischen Gewerkschaftsbundes.

## Leben
Katzian besuchte nach der Volks- und Hauptschule zunächst ein Jahr die Handelsakademie.
Von 1971 bis 1974 machte er eine Lehre zum Bankkaufmann, von 1970 bis 1977 war er an der Devisenabteilung der Österreichischen Länderbank beschäftigt. Ab 1977 war er Jugendsekretär, ab 1986 Sekretär der Geschäftsführung, ab 1992 Zentralsekretär für Bildung, Werbung und Mitgliederservice und ab 1994 Zentralsekretär für Organisation bei der Gewerkschaft der Privatangestellten (GPA). 2000 wurde er Bundesgeschäftsführer der GPA. 1990 wurde er außerdem stellvertretender Sekretär und 1998 Sekretär der Fraktion Sozialdemokratischer GewerkschafterInnen (FSG).
Ab 2005 war Katzian Vorsitzender der Gewerkschaft der Privatangestellten (GPA), durch Fusion derselben mit der Druckergewerkschaft ab 2006 Vorsitzender der Gewerkschaft der Privatangestellten, Druck, Journalismus, Papier (GPA-DJP). Im Juni 2018 folgte ihm Barbara Teiber in dieser Funktion nach.
Von März bis Oktober 2006 sowie von Oktober 2008 bis September 2018 war er Abgeordneter zum Nationalrat für die SPÖ. In der XXVI. Gesetzgebungsperiode (ab 2017) wurde Katzian im Juli 2018 als der Abgeordnete mit dem größten Anteil an Abwesenheiten bei Abstimmungen (73,5 %) genannt und in einem Kommentar in der Tageszeitung Kurier als „Phantom“ bezeichnet.
Am 26. September 2018 legte Wolfgang Katzian sein Mandat im Nationalrat zurück, um sich auf seine Funktion als ÖGB-Präsident konzentrieren zu können.
Seit 2005 ist er Mitglied in Präsidium und Weltvorstand des Union Network International.
Auf dem ÖGB-Bundeskongress 2009 wurde er zum Vorsitzenden der FSG gewählt, im Juni 2018 folgte ihm Rainer Wimmer in dieser Funktion nach.
Am 14. Juni 2018 wurde er als Nachfolger von Erich Foglar zum Präsidenten des Österreichischen Gewerkschaftsbundes (ÖGB) gewählt.
Katzian war bis 5. November 2018 nebenberuflich auch Präsident des Fußballvereins FK Austria Wien. Im Mai 2023 folgte er Laurent Berger als Präsident des Europäischen Gewerkschaftsbundes nach.

## Kritik
Beim ÖGB-Wahlkampfauftakt für die SPÖ vor der Nationalratswahl 2019 bezeichnete Katzian die Unternehmerin Heidi Horten als „Aufg’spritzte mit ihrer Zwei-Millionen-Kette“, was vom Kurier als einer der Tiefpunkte des Wahlkampfs bezeichnet wurde.
Kritisiert wurde die „fehlende Kinderstube“ Katzians sowie die Frauenfeindlichkeit der Aussage.
Nachdem Hortens Anwalt eine Klage gegen ihn angekündigt hatte, entschuldigte sich Katzian bei Horten für seine Wortwahl.